# Chi Cúc bất tử
Chi Cúc bất tử, tên khoa học Helichrysum (/hɛlɪˈkraɪsəm/), là một chi thực vật có hoa trong họ Cúc (Asteraceae).

## Loài
Chi Helichrysum gồm các loài:
- Helichrysum abrotaniforme
- Helichrysum aciculare
- Helichrysum acuminatum
- Helichrysum acutatum
- Helichrysum adenocarpum
- Helichrysum adenophorum
- Helichrysum adnatum
- Helichrysum adonidiforme
- Helichrysum aggregatum
- Helichrysum alatum
- Helichrysum albicans
- Helichrysum allioides
- Helichrysum alpinum
- Helichrysum ambiguum
- Helichrysum amorginum
- Helichrysum angustifolium
- Helichrysum angustum
- Helichrysum anomalum
- Helichrysum antennaria
- Helichrysum anthemoides
- Helichrysum apiculatum
- Helichrysum appendiculatum
- Helichrysum arachnoides
- Helichrysum arenarium

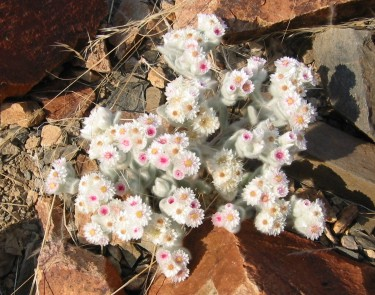
Helichrysum roseo-niveum tại Namibia

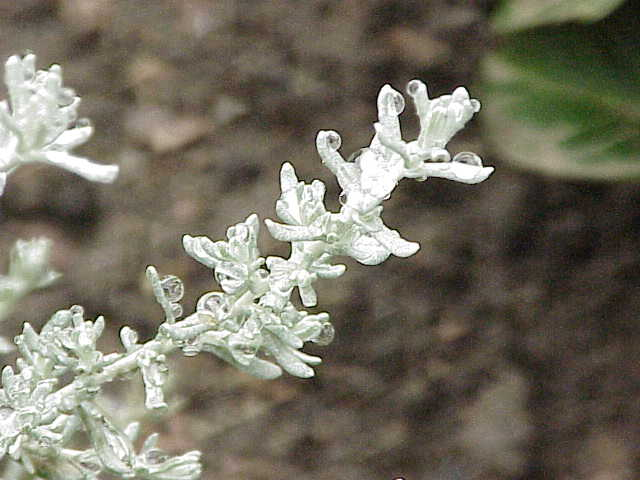
Helichrysum petiolare

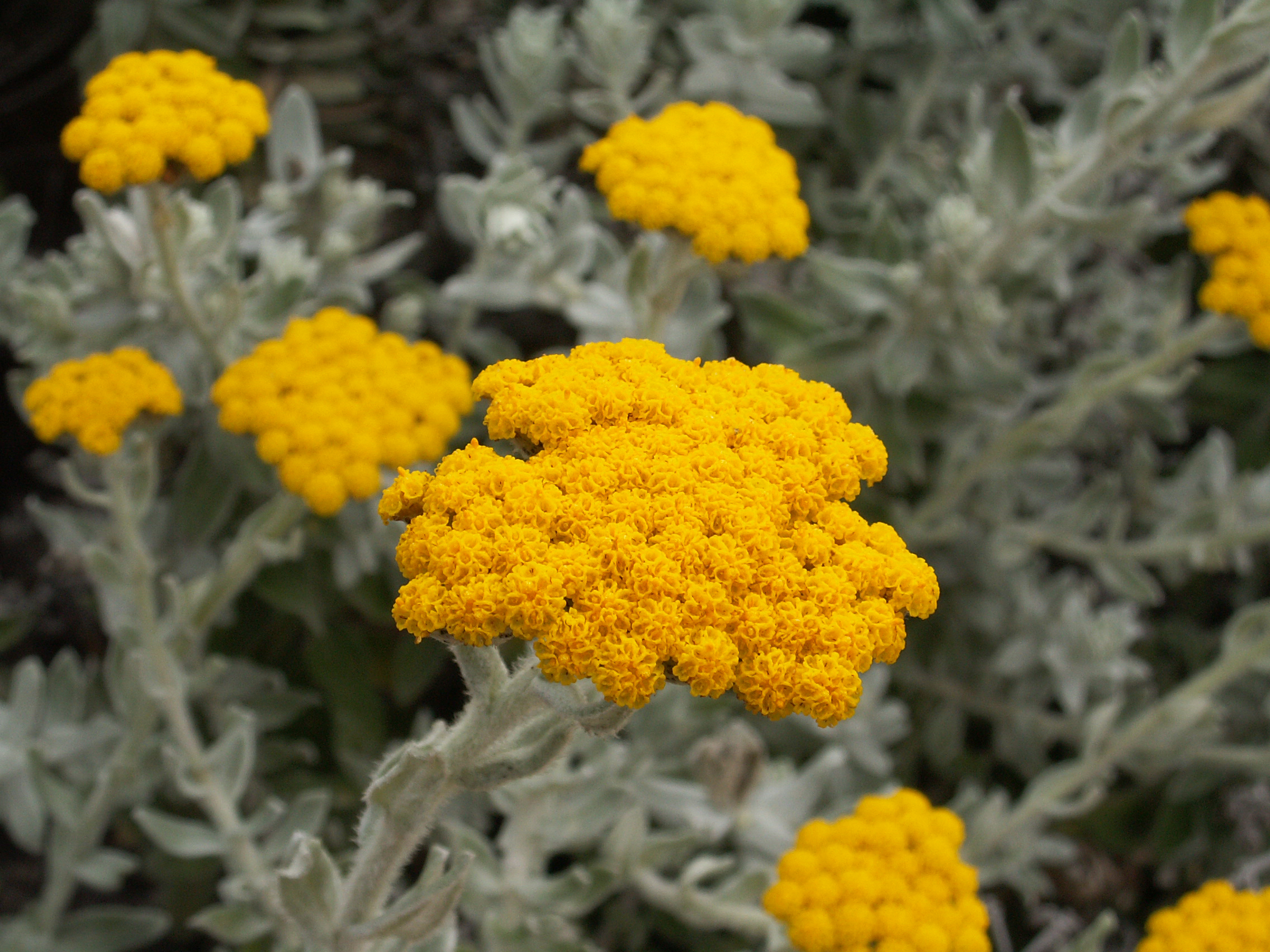
Helichrysum moeserianum tại Habitat, De Hoop N.R., Nam Phi

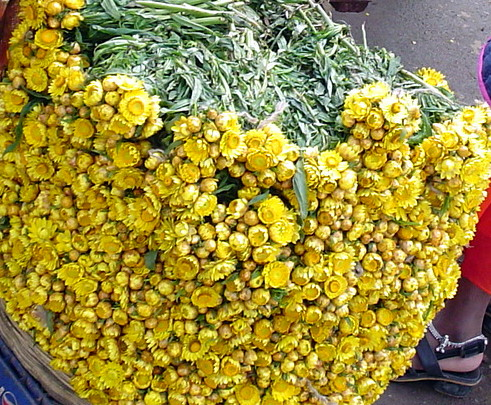
Helichrysum setosum (?)

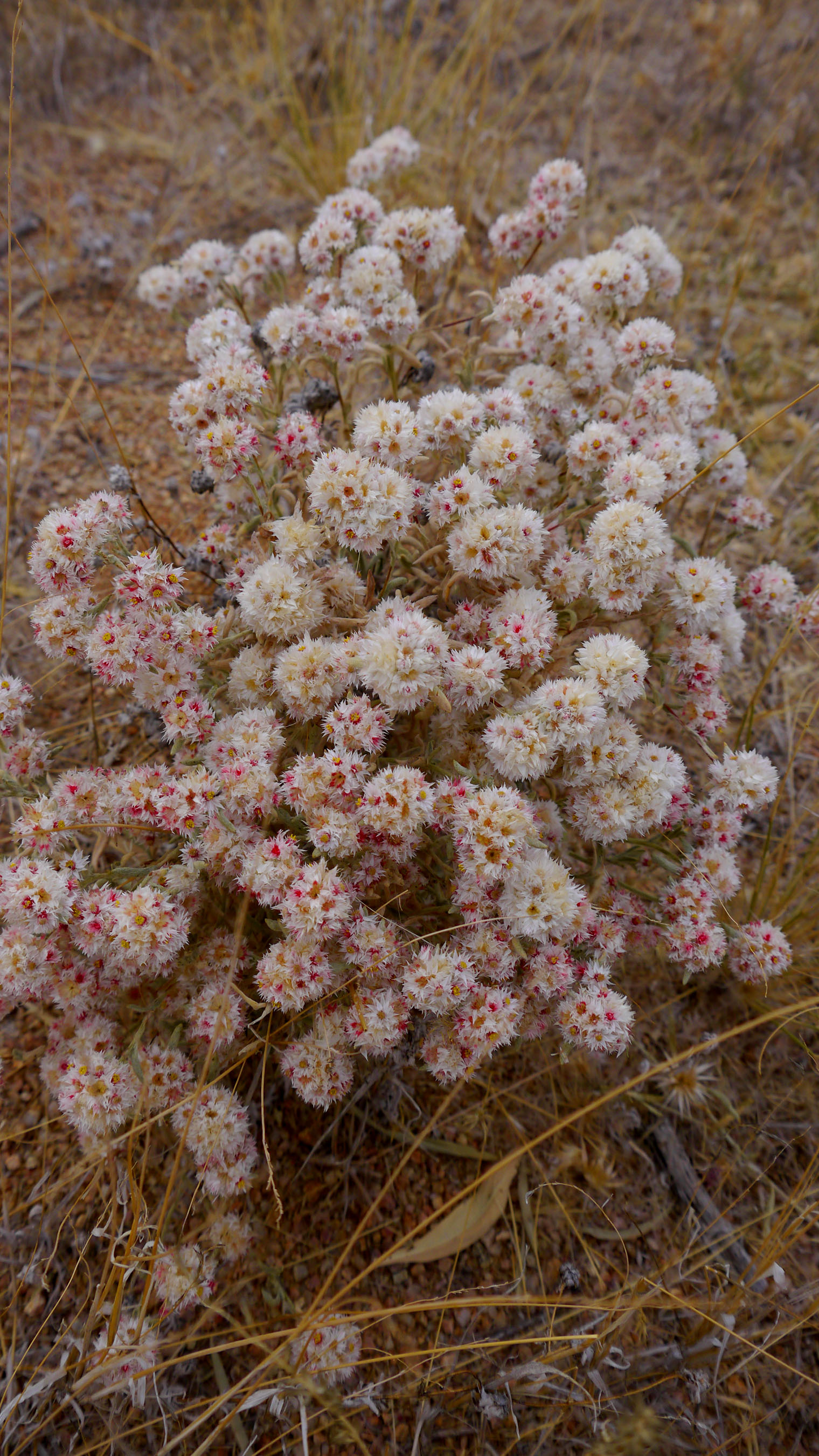
Helichrysum candolleanum tại Namibia

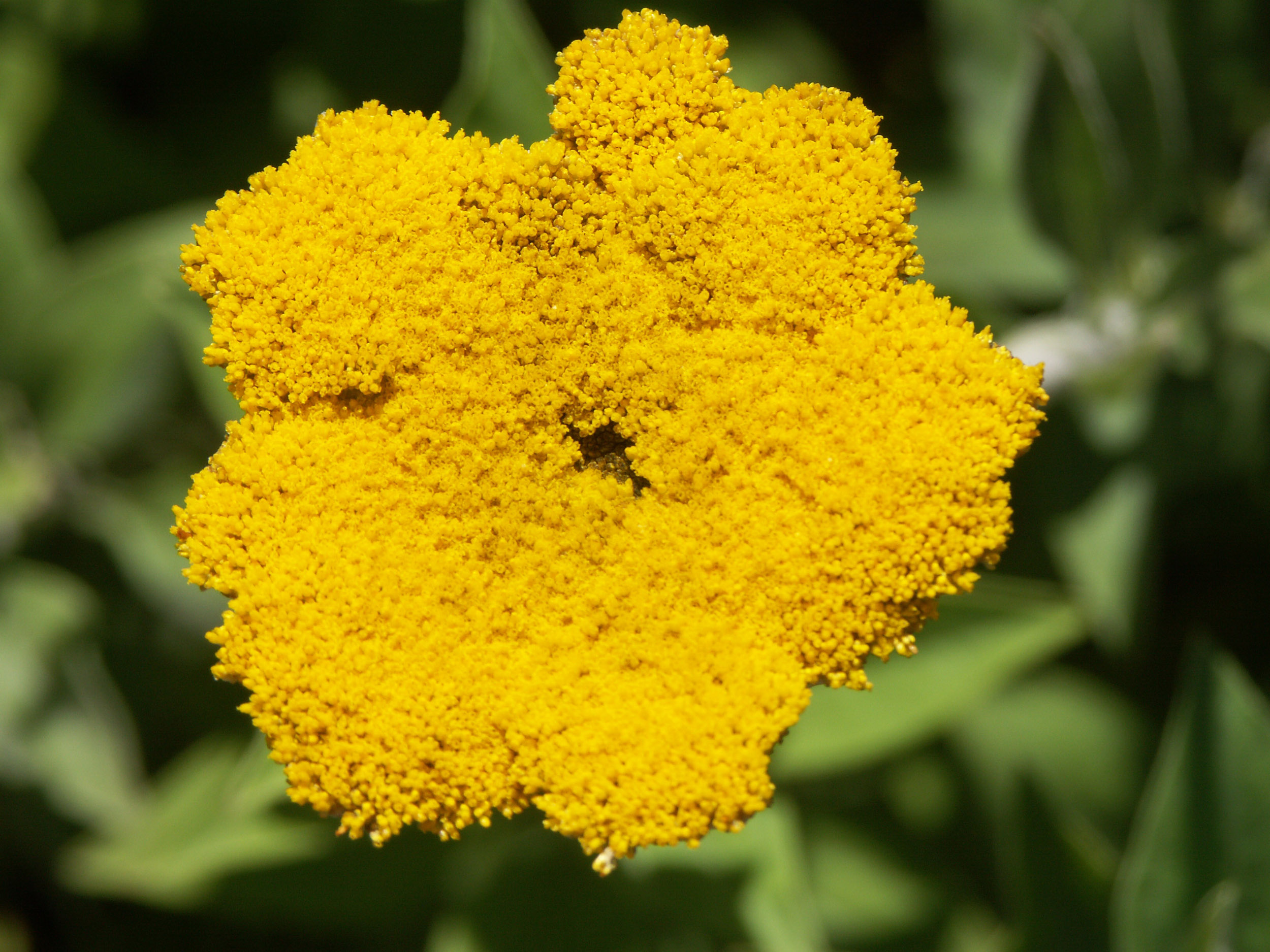
Helichrysum umbraculigerum

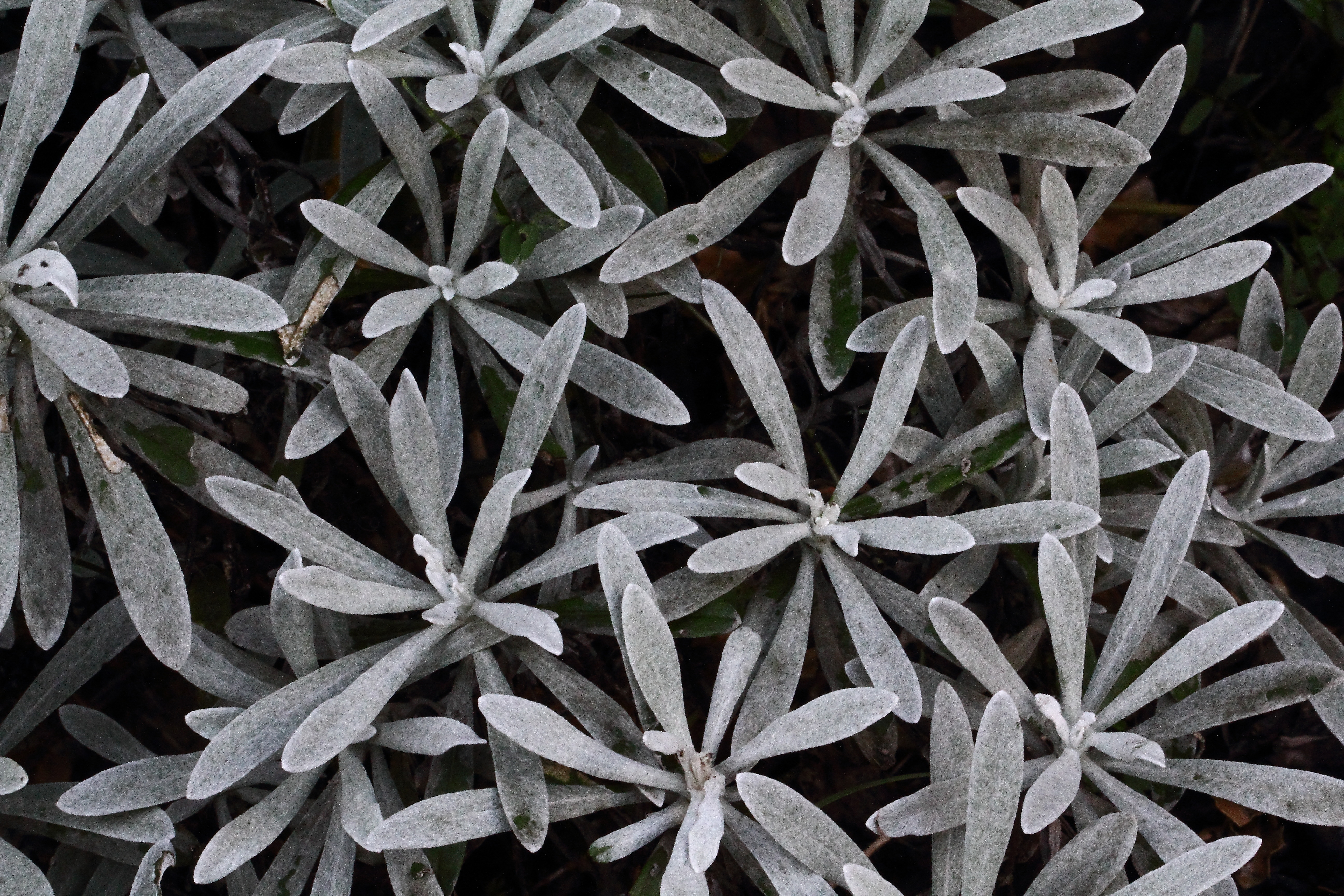
Helichrysum orientale

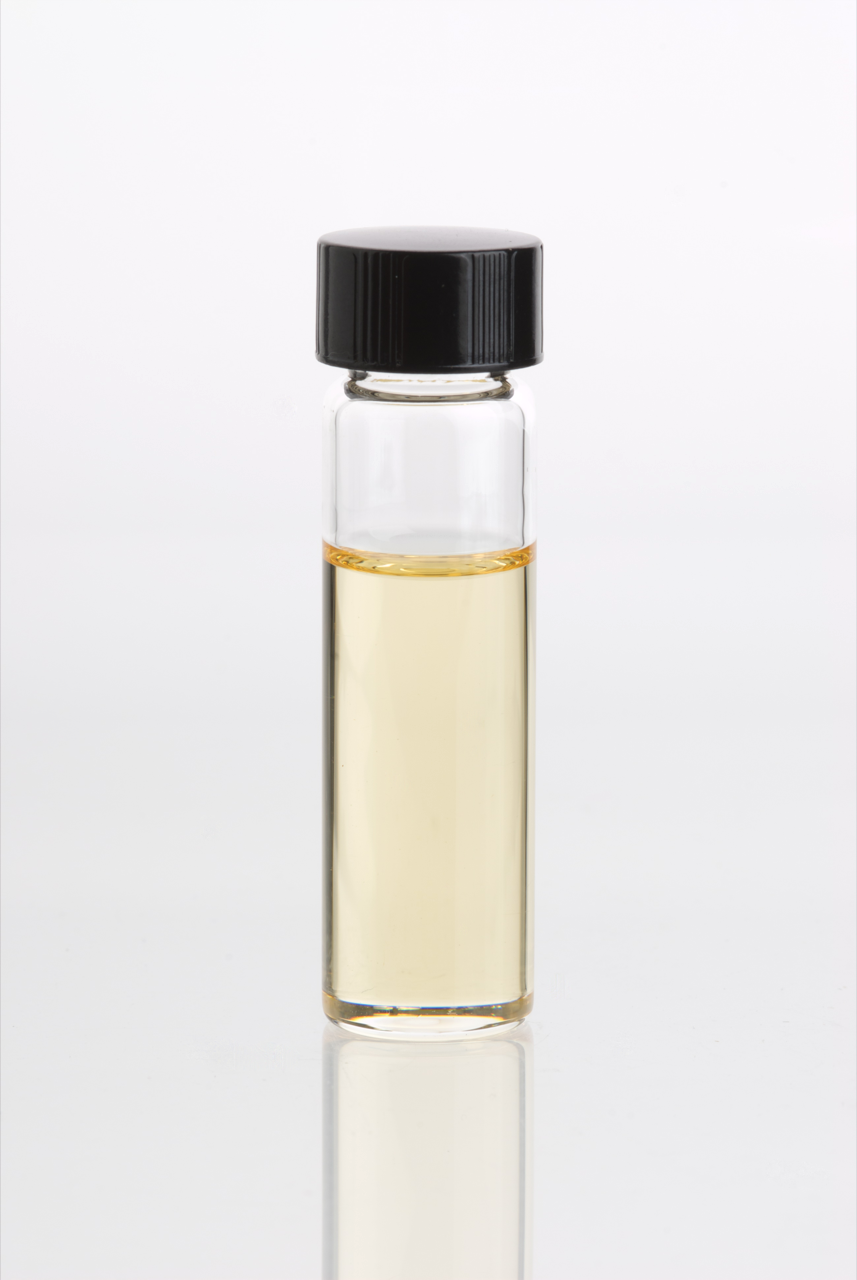
Tinh dầu chiết xuất từ loài Helichrysum italicum

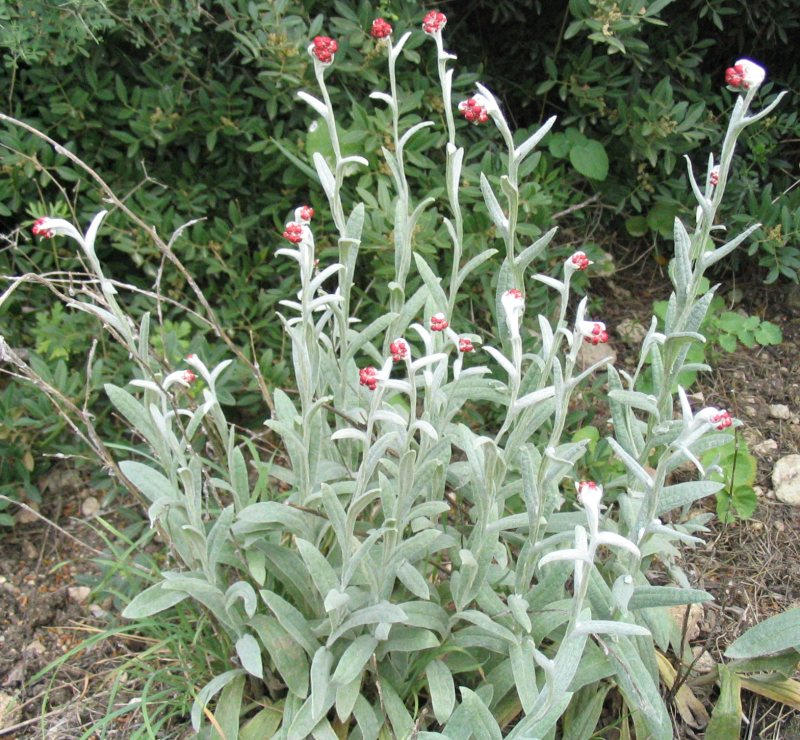
Helichrysum sanguineum

  - Helichrysum arenarium ssp. arenarium
  - Helichrysum arenarium ssp. ponticum
- Helichrysum argentissimum
- Helichrysum argyroglottis
- Helichrysum argyrolepis
- Helichrysum argyrophyllum
- Helichrysum argyrosphaerum
- Helichrysum asteroides
- Helichrysum aureonitens
- Helichrysum aureum
- Helichrysum auriceps
- Helichrysum ayersii
- Helichrysum baccharoides
- Helichrysum backhousei
- Helichrysum balfourii
- Helichrysum banksii
- Helichrysum basedowii
- Helichrysum beckleri
- Helichrysum biafranum
- Helichrysum bicolor
- Helichrysum bidwillii
- Helichrysum bilobum
- Helichrysum blackallii
- Helichrysum blandowskianum
- Helichrysum boormanii
- Helichrysum brachyrhynchum
- Helichrysum buftonii
- Helichrysum bupthalmoides
- Helichrysum caespititium
- Helichrysum calvertianum
- Helichrysum cameroonense
- Helichrysum candolleanum
- Helichrysum cassinioides
- Helichrysum cassiope
- Helichrysum cephaloideum
- Helichrysum cerastioides
- Helichrysum chionosphaerum
- Helichrysum chlorochrysum
- Helichrysum cinereum
- Helichrysum cladochaetum
- Helichrysum cochleariforme
- Helichrysum collinum
- Helichrysum conditum
- Helichrysum confertifolium
- Helichrysum cooperi
- Helichrysum cordatum
- Helichrysum coriaceum
- Helichrysum costatifructum
- Helichrysum crispum
- Helichrysum cunninghamii
- Helichrysum cylindrifolium
- Helichrysum cymosum
- Helichrysum dasyanthum
- Helichrysum dasymallum
- Helichrysum davenportii
- Helichrysum decorum
- Helichrysum diosmifolium (syn.Ozothamnus diosmifolius)
- Helichrysum diotophyllum
- Helichrysum doerfleri
- Helichrysum ecklonis
- Helichrysum epapposum
- Helichrysum eremaeum
- Helichrysum eriocephalum
- Helichrysum erosum
- Helichrysum expansifolium
- Helichrysum felinum
- Helichrysum ferrugineum
- Helichrysum filifolium
- Helichrysum flavissimum
- Helichrysum foetidum
- Helichrysum formosissimum
- Helichrysum frigidum
- Helichrysum gatesii
- Helichrysum gerberaefolium[2]
- Helichrysum gilesii
- Helichrysum glomeratum
- Helichrysum glumaceum
- Helichrysum glutinosum
- Helichrysum gracilescens
- Helichrysum grandiflorum
- Helichrysum graveolens
- Helichrysum grayi
- Helichrysum griseum
- Helichrysum gymnocephalum
- Helichrysum gymnocomum
- Helichrysum harveyanum
- Helichrysum hebelepis
- Helichrysum heldreichii
- Helichrysum herbaceum
- Helichrysum hirtoviscosum
- Helichrysum humboldtianum
- Helichrysum hypoleucum
- Helichrysum incanum
- Helichrysum indicum
- Helichrysum inornatum
- Helichrysum insigne
- Helichrysum involucratum
- Helichrysum italicum
  - Helichrysum italicum ssp. italicum
  - Helichrysum italicum ssp. microphyllum
  - Helichrysum italicum ssp. serotinum
- Helichrysum kempei
- Helichrysum kraussii
- Helichrysum krookii
- Helichrysum lanuginosum
- Helichrysum lawrencella
- Helichrysum ledifolium
- Helichrysum lepidophyllum
- Helichrysum leptolepis
- Helichrysum leucocephalum
- Helichrysum leucopsideum
- Helichrysum lindleyi
- Helichrysum lindsayanum
- Helichrysum lucidum
- Helichrysum lucilioides
- Helichrysum lycopodioides
- Helichrysum macivorii
- Helichrysum maidenii
- Helichrysum manglesii
- Helichrysum mannii
- Helichrysum melanacme
- Helichrysum melitense
- Helichrysum mellorianum
- Helichrysum milliganii
- Helichrysum mimetes
- Helichrysum moeserianum
- Helichrysum monochaetum
- Helichrysum mundtii
- Helichrysum nanum
- Helichrysum newcastlianum
- Helichrysum nimmoanum
- Helichrysum niveum
- Helichrysum nudifolium
- Helichrysum obcordatum
- Helichrysum obovatum
- Helichrysum obtusifolium
- Helichrysum occidentale
- Helichrysum odoratissimum
- Helichrysum oldfieldii
- Helichrysum oligochaetum
- Helichrysum oreophilum
- Helichrysum orientale (loài điển hình)
- Helichrysum oxylepis
- Helichrysum pallidum
- Helichrysum panduratum
- Helichrysum pandurifolium
- Helichrysum paralium
- Helichrysum patulum
- Helichrysum paulayanum
- Helichrysum pedunculatum
- Helichrysum petiolare
- Helichrysum pholidotum
- Helichrysum pilosellum
- Helichrysum pleurandroides
- Helichrysum plicatum
- Helichrysum podolepidium
- Helichrysum populifolium
- Helichrysum porrectum
- Helichrysum pseudoferrugineum
- Helichrysum pseudoturbinatum
- Helichrysum pterochaetum
- Helichrysum pumilio
- Helichrysum purpurascens
- Helichrysum puteale
- Helichrysum ramosissimum
- Helichrysum readeri
- Helichrysum reticulatum
- Helichrysum reflexum
- Helichrysum retortum
- Helichrysum revolutum
- Helichrysum robustum
- Helichrysum rogersianum
- Helichrysum roseum
- Helichrysum rosulatum
- Helichrysum rosum
- Helichrysum ruderale
- Helichrysum rufescens
- Helichrysum rugulosum
- Helichrysum rupestre
- Helichrysum sanguineum
- Helichrysum sarcodes
- Helichrysum saxatile
  - Helichrysum saxatile ssp. errerae
  - Helichrysum saxatile ssp. saxatile
- Helichrysum scitulum
- Helichrysum scutellifolium
- Helichrysum secundiflorum
- Helichrysum selaginoides
- Helichrysum semiamplexicaule
- Helichrysum semicalvum
- Helichrysum semifertile
- Helichrysum semipapposum
- Helichrysum setosum
- Helichrysum sibthorpii
- Helichrysum sonderi
- Helichrysum spiceri
- Helichrysum spiralepis
- Helichrysum sphaerocephalum
- Helichrysum splendidum
- Helichrysum stellatum
- Helichrysum stipitatum
- Helichrysum stirlingii
- Helichrysum stoechas
  - Helichrysum stoechas ssp. barrelieri
  - Helichrysum stoechas ssp. stoechas
- Helichrysum stoveae
- Helichrysum subulifolium
- Helichrysum suffruticosum
- Helichrysum sulcaticaule
- Helichrysum superbum
- Helichrysum sutherlandii
- Helichrysum tasmanicum
- Helichrysum teretifolium
- Helichrysum thianschanicum
- Helichrysum thomsonii
- Helichrysum trilineatum
- Helichrysum tuckeri
- Helichrysum turbinatum
- Helichrysum umbraculigerum
- Helichrysum vagans
- Helichrysum versicolor
- Helichrysum viscosum
- Helichrysum waitzioides
- Helichrysum whitei